# Kaisma järv
Kaisma järv är en sjö i Estland. Den ligger i Põhja-Pärnumaa kommun i landskapet Pärnumaa, 80 km söder om huvudstaden Tallinn. Arean är 1,35 kvadratkilometer och den ligger 36 meter över havet. Kaisma järv är en grund sjö; största djup är 2,2 meter. Den avvattnas av Enge jõgi som via Velise jõgi, Vigala jõgi och Kasari jõgi mynnar i Matsalviken i Östersjön.